# Springfield (Manitoba)
Pour les articles homonymes, voir Springfield.
Springfield est une municipalité rurale du Manitoba (Canada). Elle s'étend du développement industriel urbain à la limite est de la ville de Winnipeg, en passant par des paysages résidentiels urbains, ruraux, agricoles et naturels, jusqu'à la forêt provinciale d'Agassiz à la limite est de la municipalité. Le parc provincial Birds Hill est situé au nord-ouest de Springfield.
La population de Springfield était de 15 342 habitants au recensement de 2016, ce qui en fait la deuxième MR la plus peuplée de la province (légèrement derrière Hanover (en) ) et la cinquième municipalité la plus peuplée (derrière les villes de Winnipeg, Brandon et Steinbach, et la MR de Hanover.

## Histoire
Springfield a été constituée en 1880 à la suite de changements apportés à la municipalité rurale de Springfield and Sunnyside (1873–1880). La municipalité a reçu son nom en raison de la présence de plusieurs sources naturelles trouvées à l'intérieur de ses frontières. Bien que l'agriculture soit toujours importante dans la municipalité, de nombreux résidents travaillent aujourd'hui dans la ville voisine de Winnipeg.

## Communautés
- Anola
- Cooks Creek
- Dugald
- Hazelridge
- Oakbank

## Démographie
Lors du Recensement de la population de 2021 mené par Statistique Canada, Springfield a enregistré une population de 16 142 habitants vivant dans 5 795 de ses 5 992 logements privés au total, une augmentation de 5,2 % par rapport à sa population de 15 342 habitants en 2016 . Avec une superficie de 1 096,17 km2 , elle avait une densité de population de 14,7 hab. par km2 en 2021

## Attractions
La MR de Springfield contient de nombreux sites d'importance historique et culturelle tels que le cimetière de Sunnyside, la colonie huttérite de Springfield, l'école North Springfield, la Springfield Agricultural Society et le site de l'accident ferroviaire de Dugald.
En 1996, l'église ukrainienne catholique de l’Immaculée Conception à Cooks Creek a été désignée lieu historique national du Canada.

## Gouvernement

### Municipal
Le centre administratif de Springfield se trouve à Oakbank, la plus grande communauté de la RM. La municipalité régionale est dirigée par un maire et des conseillers représentant les cinq quartiers de la MR. Le gouvernement a fait l'objet d'un audit pour avoir la rémunération la plus élevée au maire et au conseil (242 974 $ au total pour 2015) par rapport à toutes les autres municipalités de la région de la capitale Winnipeg.